# Elardia
Az Elardia az Amoebozoa Tubulinea kládjának csupasz és kemény héjú amőbákat is tartalmazó csoportja.

## Történet
Első leírt kládja az Arcellinida, melyet Kent írt le 1880-ban. Az Euamoebidát először Lepși írta le 1960-ban, majd Smirnov 2011-ben módosította meghatározását, míg a Leptomyxidát először 1976-ban írták le Pussard és Pons, majd 2017-ben módosították leírását.
2017-ben írták le Kang et al. mint az Amoeba proteus, az Arcella intermedia és a Rhizamoeba saxonica legkisebb közös kládja. Ribocsoport, vagyis első leírása nem morfológiai alapon történt.

## Morfológia
Csupasz és kemény héjú amőbákból áll, a sejtek vagy állábaik csőszerűek. Ha lapos vagy elágazik, a sejt mozgó állapotát egy vagy több állábúvá tudja alakítani.

### Leptomyxida
A Leptomyxida csupasz, fajai lapos tágult vagy hálós és egy állábú közel hengeres állapot közt váltakoznak gyors mozgáskor vagy bizonyos körülmények közt, és mindig van adhéziós farokszerű szerkezetük.

### Arcellinida
Az Arcellinida kemény vagy erősen rideg szerves vagy ásványi eredetű héjat képez – ez lehet maga által szekretált meszes, szilikátos vagy kitinszerű héj, kitinszerű lapszerkezet vagy újrahasznosított szerves vagy szervetlen részecskék együttese – egy fő nyílással.
A Sphaerothecina héja többé-kevésbé rugalmas, teljesen kitinszerű, vagy szerves anyaggal összetapasztott újrahasznosított részecskékből vagy általa szekretált kitinszerű vagy szilikátos részekből áll, mindig sugarasan szimmetrikus, lekerekített, de magassága változó – lehet lapult csészealj, félgömb alakú, nyújtott vagy tojás alakú. Álszája kerek vagy lebenyes, körülötte gallér van, és vastag, elágazó állábai vannak. A Difflugina héja lehet a Sphaerothecináéhoz hasonlóan kitinszerű vagy szerves vagy szervetlen anyagból álló, de kovamoszatok újrahasznosított héjaiból, Euglyphida-pikkelyekből vagy -lemezekből vagy az amőba által szekretált szilikátos, kalcit- vagy kitinszerű lemezekből (idioszóma) áll szerves kötőanyaggal. Vastag, elágazó állábai lehetnek, de lapos, lemez- és üvegszerű kiemelkedéssel is mozoghat. A Heleopera sphagni ásványi részecskékkel erősített héjú, héjnyílása résnyi, számos kis elágazó állába és szimbionta Chlorella-példányai vannak. A Phryganellina fehérjehéjú meszes belső réteggel, vagy teljesen kitinszerű újrahasznosított ásványi vagy szerves részecskékkel. Állábai kúposak, hegyesek, csak hialoplazmából állnak, alkalmanként elágaznak, és anasztomózist is képezhetnek.
Az Arcellinida a két kemény héjú Tubulinea-klád egyike, a másik ilyen klád a Corycidia.

### Euamoebida
Fajai csupasz amőbák, a sejt vagy állábai csőszerűek, közel hengeresek lehetnek. Nem váltakozik mozgó formája, nincs adhéziós farokszerű szerkezetük. Egyes fajokban előfordul szorokarpikus fejlődés.

## Filogenetika
3 kládja ismert, ezek a Leptomyxida, az Arcellinida és az Euamoebida. Az Arcellinida tartalmazza a legtöbb ismert nemzetséget, 63-at, az Euamoebida 15, a Leptomyxida 4 ismert nemzetséggel rendelkezik.

## Jelentőség
Egyes fajai – például a Hartmannella nemzetségben – néha emberekben is megtalálhatók, de utóbbi csak alkalmi gazdája, általában szabadon élő.